# Kanał obiegowy
Kanał obiegowy – element śluzy przeznaczony do napełniania lub opróżniania komory śluzy. Napełnianie i opróżnianie śluzy za pomocą kanałów obiegowych jest jednym z wielu sposobów stosowanych w hydrotechnice.

## Rodzaje kanałów obiegowych
Kanały obiegowe dzielą się na:
- krótkie
- długie

Długie kanały obiegowe mogą być prowadzone:
- w ścianach bocznych śluzy
- w dnie śluzy

## Zasilanie i odprowadzenie wody
Stosuje się następujące rozwiązania:
- połączenie z awanportem
  - górnym
  - dolnym
- połączenie ze stanowiskiem przy jazie
  - górnym
  - dolnym

Powyższe rozwiązania dotyczą zarówno odprowadzania jak i pobierania wody do napełniania komory śluzy, zarówno dla kanałów obiegowych krótkich jak i długich. Możliwość stosowania połączenia ze stanowiskami jazu kanałem krótkim, uzależnione jest od odległości (położenia) kanału bocznego ze śluzą względem kanału na którym zlokalizowany jest jaz piętrzący na danym stopniu wodnym.

## Przekroje
Dla długich kanałów obiegowych stosuje się różne przekroje. Do najczęściej stosowanych należą:
- prostokątny przekryty sklepieniem łukowym

a także:
- prostokątny
- jajowe
- koliste
- inne

## Napełnianie śluzy
Ze względów obliczeniowych (obliczenia wykonywane przy projektowaniu śluz), wyróżnia się dwie fazy napełniania komory śluzy za pomocą kanałów obiegowych:
faza Itrwająca w czasie otwierania zamknięć kanałów obiegowych
faza IIobejmująca czas napełniania śluzy, gdy zamknięcia kanałów obiegowych są już całkowicie otwarte.

## Systemy kombinowane
W praktyce wykorzystywane są również systemy kombinowane napełniania i opróżniania komory śluzy, tj. takie w których stosuje się równocześnie kilka metod. Jednym z tych sposobów łączonych z innymi metodami są właśnie kanały obiegowe. Takie kombinowane rozwiązanie umożliwia skrócenie czasu napełniania bądź opróżniania zbiornika komory śluzy, przy zapewnieniu stabilności zwierciadła wody zarówno w komorze jak i awanportach, niezbędnej dla bezpieczeństwa jednostek pływających podlegających śluzowaniu. Poszczególne przypadki szczególne wymagają indywidualnego podejścia projektowego, a podział fazy dla napełniania lub opróżniania komplikuje się w zależności od przyjętych rozwiązań. Często stosowanym systemem kombinowanym jest zastosowanie kanałów obiegowych i otworów we wrotach śluzy.